# Šachová olympiáda 2008

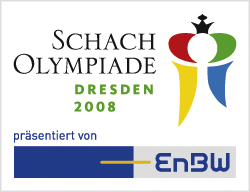
Logo olympiády

38. šachová olympiáda pořádaná FIDE se konala mezi 12. a 25. listopadem 2008 v Drážďanech v Německu. V otevřené (mužské) části se zúčastnilo 146 družstev ze 141 zemí a v ženské části 111 družstev ze 106 zemí. Oba turnaje řídil mezinárodní rozhodčí Ignatius Leong ze Singapuru a hrály se na 11 kol zrychleným švýcarským systémem. Obě kategorie se hrály na čtyřech šachovnicích. O pořadí rozhodoval na prvním místě počet získaných zápasových bodů a dále Sonnebornův–Bergerův systém, součet zápasových bodů soupeřů a součet bodů z partií. Časová kontrola byla nastavena na 90 minut na prvních 40 tahů s přídavkem 30 minut na zbytek partie a 30 sekund na každý tah od začátku partie. By zaveden zakáz dohody na remíze před 30. tahem.
V otevřené kategorii zvítězilo družstvo Arménie v čele s Levonem Aronianem a v kategorii žen družstvo Gruzie v čele s majou Čiburdanidzeovou.

## Otevřený turnaj
Otevřené soutěže se zúčastnila družstva ze 141 šachových svazů zastoupených ve FIDE, "B" a "C" družstvo pořádajícího Německa a družstva zastupující mezinárodní šachové federace nevidomých, neslyšících a tělesně postižených. Družstvo Maroka bylo přihlášeno a nalosováno do 1. kola, ale nedorazilo k zápasu a poté bylo diskvalifikováno.

### Konečné pořadí
| #   | Družstvo    | Sestava | Nasazení | Elo  | Body | Výhry | Remízy | Prohry | SB-1  | Suma | Skóre |
| --- | ----------- | --- | -------- | ---- | ---- | ----- | ------ | ------ | ----- | ---- | ----- |
| 1.  | Arménie     | Levon Aronjan, Vladimir Akopjan, Gabriel Sargissjan, Tigran Levonovič Petrosjan, Artashes Minasjan             | 9        | 2677 | 19   | 9     | 1      | 1      | 400,0 | 152  | 31,0  |
| 2.  | Izrael      | Boris Gelfand, Michael Roiz, Boris Avrukh, Evgeny Postny, Maxim Rodštejn                                       | 8        | 2682 | 18   | 8     | 2      | 1      | 377,5 | 149  | 28,0  |
| 3.  | USA         | Gata Kamsky, Hikaru Nakamura, Alexandr Oniščuk, Jurij Šulman, Varužan Akobjan                                  | 10       | 2673 | 17   | 8     | 1      | 2      | 362,0 | 146  | 29,0  |
| 4.  | Ukrajina    | Vasilij Ivančuk, Sergej Karjakin, Pavel Jeljanov, Zachar Jefimenko, Andrij Volokytin                           | 2        | 2729 | 17   | 7     | 3      | 1      | 348,5 | 163  | 25,5  |
| 5.  | Rusko       | Vladimir Kramnik, Petr Svidler, Alexandr Griščuk, Alexandr Morozevič, Dmitrij Jakovlenko                       | 1        | 2756 | 16   | 7     | 2      | 2      | 375,0 | 156  | 27,0  |
| 6.  | Ázerbájdžán | Tejmur Radžabov, Šachrijar Mameďjarov, Vugar Gašimov, Gadir Guseinov, Rauf Mamedov                             | 4        | 2709 | 16   | 7     | 2      | 2      | 159,5 | 147  | 29,0  |
| 7.  | Čína        | Wang Jüe, Pu Siang-č', Ni Chua, Wang Chao, Li Čchao                                                            | 3        | 2714 | 16   | 7     | 2      | 2      | 357,5 | 150  | 27,0  |
| 8.  | Maďarsko    | Péter Lékó, Judit Polgárová, Zoltán Almási, Csaba Balogh, Ferenc Berkes                                        | 5        | 2692 | 16   | 7     | 2      | 2      | 341,5 | 140  | 27,5  |
| 9.  | Vietnam     | Nguyễn Ngọc Trường Sơn, Lê Quang Liêm, Đào Thiên Hải, Nguyễn Văn Huy, Từ Hoàng Thông                           | 37       | 2539 | 16   | 7     | 2      | 2      | 340,0 | 137  | 29,0  |
| 10. | Španělsko   | Alexej Širov, Francisco Vallejo Pons, Miguel Illescas Córdoba, Ibragim Chamrakulov, Pablo San Segundo Carrillo | 12       | 2644 | 16   | 7     | 2      | 2      | 337,5 | 142  | 27,5  |
|     |             | |          |      |      |       |        |        |       |      |       |
| 38. | Česko       | David Navara, Zbyněk Hráček, Viktor Láznička, Vlastimil Babula, Jiří Štoček                                    | 19       | 2611 | 13   | 6     | 1      | 4      | 130,0 |      | 26,0  |

### Nejlepší individuální výsledky
| Hráč                   | Družstvo   | Elo  | Deska | Body | Partie | Performance |
| ---------------------- | ---------- | ---- | ----- | ---- | ------ | ----------- |
| Gabriel Sargissjan     | Arménie    | 2642 | 3     | 9,0  | 11     | 2869        |
| Péter Lékó             | Maďarsko   | 2747 | 1     | 7,5  | 10     | 2834        |
| Boris Gelfand          | Izrael     | 2719 | 1     | 7,5  | 10     | 2833        |
| Veselin Topalov        | Bulharsko  | 2791 | 1     | 6,5  | 8      | 2821        |
| Vladimir Akopjan       | Arménie    | 2679 | 2     | 8,0  | 11     | 2813        |
| Francisco Vallejo Pons | Španělsko  | 2664 | 2     | 9,0  | 11     | 2807        |
| Dmitrij Jakovlenko     | Rusko      | 2737 | 5     | 7,0  | 9      | 2794        |
| Sergej Movsesjan       | Slovensko  | 2732 | 1     | 7,0  | 9      | 2794        |
| Dragiša Blagojević     | Černá Hora | 2522 | 4     | 8,0  | 9      | 2792        |
| Alexandr Delčev        | Bulharsko  | 2632 | 4     | 8,0  | 9      | 2788        |

## Turnaj žen
Ženské soutěže se zúčastnila družstva z 106 šachových svazů zastoupených ve FIDE, "B" a "C" družstvo pořádajícího Německa a družstva zastupující mezinárodní šachové federace nevidomých, neslyšících a tělesně postižených.

### Konečné pořadí
| #   | Družstvo  | Sestava | Nasazení | Elo  | Body | Výhry | Remízy | Prohry | SB-1  | Skóre |      |
| --- | --------- | --- | -------- | ---- | ---- | ----- | ------ | ------ | ----- | ----- | ---- |
| 1.  | Gruzie    | Maja Čiburdanidzeová, Nana Dzagnidzeová, Lela Džavachišviliová, Maja Lominejšviliová, Sopiko Chuchašviliová | 4        | 2476 | 18   | 8     | 2      | 1      | 411,5 | 148   | 31,0 |
| 2.  | Ukrajina  | Kateryna Lahnová, Natalija Žukovová, Anna Ušeninová, Inna Gaponěnková, Natalja Zdebská                      | 3        | 2486 | 18   | 7     | 4      | 0      | 406,5 | 146   | 30,0 |
| 3.  | USA       | Irina Krushová, Anna Zatonskihová, Rusudan Goletianiová, Katerina Rohonyanová, Tatev Abrahamyanová          | 7        | 2396 | 17   | 8     | 1      | 2      | 390,5 | 145   | 30,5 |
| 4.  | Rusko     | Alexandra Kostěňuková, Taťjana Kosincevová, Naděžda Kosincevová, Jekatěrina Korbutová, Natalja Pogoninová   | 1        | 2495 | 17   | 7     | 3      | 1      | 367,0 | 144   | 29,5 |
| 5.  | Polsko    | Monika Soćková, Iweta Rajlichová, Jolanta Zawadzká, Joanna Majdanová, Marta Przeździecká                    | 9        | 2386 | 17   | 8     | 1      | 2      | 364,5 | 157   | 27,5 |
| 6.  | Arménie   | Elina Danieljanová, Lilit Mkrčjanová, Nelly Aginjanová, Lilit Galojanová, Siranuš Andriasjanová             | 6        | 2397 | 16   | 8     | 0      | 2      | 353,0 | 145   | 28,0 |
| 7.  | Srbsko    | Alisa Marićová, Nataša Bojkovićová, Anđelija Stojanovićová, Irina Čeluškinová, Ana Benderaćová              | 10       | 2386 | 16   | 7     | 2      | 2      | 318,5 | 146   | 26,5 |
| 8.  | Čína      | Chou I-fan, Čao Süe, Šen Jang, Ťü Wen-ťün, Tchan Čung-i                                                     | 2        | 2486 | 15   | 6     | 3      | 2      | 392,5 | 159   | 27,5 |
| 9.  | Izrael    | Masha Klinovová, Angela Borsuková, Bella Iglová, Olga Vasiljevová, Marsel Efroimská                         | 21       | 2304 | 15   | 6     | 3      | 2      | 325,0 | 137   | 27,5 |
| 10. | Bělorusko | Anna Šarevičová, Natalja Popovová, Naděžda Azarovová, Taťjana Berlinová, Jelena Klimecová                   | 26       | 2278 | 15   | 6     | 3      | 2      | 317,5 | 119   | 29,5 |
|     |           | |          |      |      |       |        |        |       |       |      |
| 36. | Česko     | Jana Jacková, Kateřina Němcová, Eva Kulovaná, Eliška Richtrová, Soňa Pertlová                               | 18       | 2321 | 12   | 5     | 2      | 4      | 270,0 | 126   | 26,0 |

### Nejlepší individuální výsledky
| Hráč                      | Družstvo | Elo  | Deska | Body | Partie | Performance |
| ------------------------- | -------- | ---- | ----- | ---- | ------ | ----------- |
| Maja Čiburdanidzeová      | Gruzie   | 2489 | 1     | 7,5  | 9      | 2715        |
| Joanna Majdanová          | Polsko   | 2284 | 4     | 9,5  | 11     | 2621        |
| Martha Fierrová Baquerová | Ekvádor  | 2361 | 1     | 7,5  | 8      | 2613        |
| Naděžda Kosincevová       | Rusko    | 2468 | 3     | 8,5  | 10     | 2591        |
| Anna Zatonskihová         | USA      | 2440 | 2     | 8,0  | 10     | 2571        |
| Sopiko Chuchašviliová     | Gruzie   | 2409 | 5     | 6,0  | 7      | 2564        |
| Chou I-fan                | Čína     | 2578 | 1     | 7,5  | 11     | 2563        |
| Monika Soćková            | Polsko   | 2434 | 1     | 6,5  | 10     | 2563        |
| Natalja Žukovová          | Ukrajina | 2488 | 2     | 7,0  | 10     | 2553        |
| Lilit Mkrčjanová          | Arménie  | 2443 | 2     | 8,0  | 11     | 2549        |